# Persone di nome Tat'jana
| Questa pagina contiene informazioni ricavate automaticamente dalle voci biografiche con l'ausilio del template Bio e di un bot. L'aggiornamento è periodico e automatico e ricostruisce completamente la pagina. Se manca una persona in questa lista, sei pregato di non aggiungerla, ma accertati piuttosto che la sua voce biografica contenga il template Bio e che i dati anagrafici siano correttamente compilati. Se il template Bio manca, inseriscilo tu stesso o, in alternativa, metti l'avviso {{tmp\|Bio}} che ne segnala la mancanza. Se i dati riportati sono sbagliati, correggi direttamente la voce biografica; le modifiche saranno visibili in questa lista entro pochi giorni. Per chiarimenti vedi il progetto antroponimi. La lista contiene solo le 119 persone che sono citate nell'enciclopedia e per le quali è stato implementato correttamente il template Bio. Pagina aggiornata al 16 ott 2024. |

Questa è una lista di persone presenti nell'enciclopedia che hanno il prenome Tat'jana, suddivise per attività principale.

## Altiste(1)
- Tat'jana Efimenko, ex altista kirghisa (Biškek, n. 1981)

## Astiste(2)
- Tat'jana Grigor'eva, ex astista russa (Leningrado, n. 1975)
- Tat'jana Polnova, ex astista russa (n. 1979)

## Attiviste(1)
- Tat'jana L'vovna Tolstaja, attivista russa (Jasnaja Poljana, n. 1864 - Roma, † 1950)

## Attrici(9)
- Tat'jana Bulach Gardina, attrice e poetessa sovietica (Pietroburgo, n. 1904 - Leningrado, † 1973)
- Tat'jana Gureckaja, attrice sovietica (n. 1904 - † 1983)
- Tani Jun, attrice e commediografa russa (Čerbaj, n. 1903 - Čeboksary, † 1977)
- Tat'jana Konjuchova, attrice sovietica (Tashkent, n. 1931 - Mosca, † 2024)
- Tat'jana Pavlovna Pavlova, attrice e regista teatrale russa (Ekaterinoslav, n. 1890 - Grottaferrata, † 1975)
- Tat'jana Ivanovna Pel'tcer, attrice russa (Mosca, n. 1904 - Mosca, † 1992)
- Tat'jana Pileckaja, attrice sovietica (Leningrado, n. 1928)
- Tat'jana Samojlova, attrice sovietica (Leningrado, n. 1934 - Mosca, † 2014)
- Tat'jana Veniaminovna Vedeneeva, attrice, conduttrice televisiva e giornalista russa (Stalingrado, n. 1953)

## Biatlete(3)
- Tat'jana Akimova, biatleta russa (Čeboksary, n. 1990)
- Tat'jana Brylina, ex biatleta sovietica (n. 1955)
- Tat'jana Moiseeva, ex biatleta russa (n. 1981)

## Cantanti(4)
- Tat'jana Bulanova, cantante russa (Leningrado, n. 1969)
- Tat'jana Ovsienko, cantante russa (Kiev, n. 1966)
- Tat'jana Ivanovna Šmyga, cantante e attrice sovietica (Mosca, n. 1928 - Mosca, † 2011)
- Tat'jana Snežina, cantante, cantautrice e poetessa russa (Luhans'k, n. 1972 - Čerepanovskij rajon, † 1995)

## Cestiste(10)
- Tat'jana Komarova, ex cestista sovietica (Groznyj, n. 1963)
- Tat'jana Kudrjavceva, ex cestista sovietica (Leningrado, n. 1937)
- Tat'jana Larina, ex cestista e allenatrice di pallacanestro russa (Konakovo, n. 1963)
- Tat'jana Lemechova, cestista e allenatrice di pallacanestro sovietica (Leningrado, n. 1946 - San Pietroburgo, † 2013)
- Tat'jana Ovečkina, ex cestista sovietica (Mosca, n. 1950)
- Tat'jana Petrušina, cestista russa (Snežinsk, n. 1990)
- Tat'jana Popova, ex cestista russa (Mosca, n. 1984)
- Tat'jana Šč'egoleva, ex cestista russa (Mosca, n. 1982)
- Tat'jana Sorokina, ex cestista sovietica (Mosca, n. 1940)
- Tat'jana Vidmer, cestista russa (Mosca, n. 1986)

## Coreografe(1)
- Tat'jana Stepanova, coreografa, ballerina e saggista ucraina (Odessa, n. 1962)

## Cosmonaute(1)
- Tat'jana Dmitrievna Kuznecova, cosmonauta e ingegnere russa (Mosca, n. 1941 - † 2018)

## Danzatrici su ghiaccio(1)
- Tat'jana Navka, ex danzatrice su ghiaccio russa (Dnepropetrovsk, n. 1975)

## Dirigenti sportivi(1)
- Tat'jana Košeleva, dirigente sportivo e ex pallavolista russa (Minsk, n. 1988)

## Discobole(1)
- Tat'jana Lesovaja, ex discobola kazaka (Taldıqorğan, n. 1956)

## Esploratrici(1)
- Tat'jana Fedorovna Prončiščeva, esploratrice russa (n. 1710 - † 1736)

## Fondiste(1)
- Tat'jana Sorina, fondista russa (Tjumen', n. 1994)

## Geologhe(1)
- Tat'jana Ivanovna Ustinova, geologa sovietica (Alušta, n. 1913 - Vancouver, † 2009)

## Giavellottiste(1)
- Tat'jana Šikolenko, ex giavellottista russa (Krasnodar, n. 1968)

## Ginnaste(3)
- Tat'jana Gorbunova, ginnasta russa (Mosca, n. 1990)
- Tat'jana Kurbakova, ex ginnasta russa (Mosca, n. 1986)
- Tat'jana Petrenja, ginnasta bielorussa (Mahilëŭ, n. 1981)

## Giornaliste(1)
- Tat'jana Mitkova, giornalista russa (Mosca, n. 1957)

## Imprenditrici(1)
- Tat'jana Bakal'čuk, imprenditrice russa (Oblast' di Mosca, n. 1975)

## Insegnanti(1)
- Tatiana Schucht, insegnante e traduttrice russa (Samara, n. 1887 - Frunze, † 1943)

## Lottatrici(1)
- Tat'jana Morozova, lottatrice russa (n. 1993)

## Lunghiste(5)
- Tat'jana Kolpakova, ex lunghista sovietica (Alamedin, n. 1959)
- Tat'jana Kotova, lunghista russa (Kokand, n. 1976)
- Tat'jana Skačko, ex lunghista sovietica (Luhans'k, n. 1954)
- Tat'jana Talyševa, ex lunghista e ostacolista sovietica (Barnaul, n. 1937)
- Tat'jana Ščelkanova, lunghista, velocista e multiplista sovietica (Rostov Velikij, n. 1937 - San Pietroburgo, † 2011)

## Marciatrici(1)
- Tat'jana Šemjakina, marciatrice russa (n. 1987)

## Martelliste(1)
- Tat'jana Lysenko, martellista russa (Batajsk, n. 1983)

## Mezzofondiste(6)
- Tat'jana Andrianova, ex mezzofondista russa (Jaroslavl', n. 1979)
- Tat'jana Kazankina, ex mezzofondista sovietica (Petrovsk, n. 1951)
- Tat'jana Petrova Archipova, mezzofondista, maratoneta e siepista russa (n. 1983)
- Tat'jana Providochina, ex mezzofondista sovietica (Leningrado, n. 1953)
- Tat'jana Samolenko-Dorovskich, ex mezzofondista ucraina (Sekretarka, n. 1961)
- Tat'jana Tomašova, mezzofondista russa (Perm', n. 1975)

## Militari(2)
- Tat'jana Nikolaevna Baramzina, militare sovietica (Glazov, n. 1919 - Smaljavičy, † 1944)
- Tat'jana Petrovna Makarova, militare sovietica (Mosca, n. 1920 - Ostrołęka, † 1944)

## Modelle(2)
- Tat'jana Kotova, modella, cantante e attrice russa (Rostov sul Don, n. 1985)
- Tat'jana Kovylina, modella russa (Kazan', n. 1981)

## Multipliste(1)
- Tat'jana Černova, multiplista russa (Krasnodar, n. 1988)

## Nobildonne(1)
- Tat'jana Aleksandrovna Ribaupierre, nobildonna russa (Lucca, n. 1829 - Nyon, † 1879)

## Nobili(1)
- Tat'jana Nikolaevna Romanova, nobile e santa russa (Peterhof, n. 1897 - Ekaterinburg, † 1918)

## Nuotatrici(1)
- Tat'jana Savel'eva, ex nuotatrice sovietica (Leningrado, n. 1947)

## Orientiste(1)
- Tat'jana Rjabkina, orientista russa (n. 1980)

## Ostacoliste(2)
- Tat'jana Anisimova, ex ostacolista sovietica (Groznyj, n. 1949)
- Tat'jana Ledovskaja, ex ostacolista e velocista bielorussa (Ščëkino, n. 1966)

## Pallanuotiste(1)
- Tat'jana Petrova, ex pallanuotista russa (Čeljabinsk, n. 1973)

## Pallavoliste(2)
- Tat'jana Kadočkina, pallavolista russa (Orenburg, n. 2003)
- Tat'jana Romanova, pallavolista russa (Kazan', n. 1994)

## Partigiane(2)
- Tat'jana Marinenko, partigiana sovietica (Sukhoi Bor, n. 1920 - Zhartsy, † 1942)
- Tat'jana Iosifovna Markus, partigiana sovietica (Romny, n. 1921 - Kiev, † 1943)

## Pattinatrici artistiche su ghiaccio(3)
- Tat'jana Malinina, ex pattinatrice artistica su ghiaccio uzbeka (Novosibirsk, n. 1973)
- Tat'jana Tarasova, ex pattinatrice artistica su ghiaccio russa (n. 1947)
- Tat'jana Žuk, pattinatrice artistica su ghiaccio sovietica (Leningrado, n. 1946 - Orechovo-Zuevo, † 2011)

## Pattinatrici di short track(1)
- Tat'jana Borodulina, pattinatrice di short track russa (n. 1984)

## Pattinatrici di velocità su ghiaccio(2)
- Tat'jana Averina, pattinatrice di velocità su ghiaccio sovietica (Nižnij Novgorod, n. 1950 - Mosca, † 2001)
- Tat'jana Sidorova, ex pattinatrice di velocità su ghiaccio sovietica (Čeljabinsk, n. 1936)

## Pentatlete(1)
- Tat'jana Muratova, pentatleta russa (Mosca, n. 1979)

## Pesiste(1)
- Tat'jana Sevrjukova, pesista sovietica (Tashkent, n. 1917 - † 1981)

## Pianiste(1)
- Tat'jana Petrovna Nikolaeva, pianista e compositrice sovietica (Bežica, n. 1924 - San Francisco, † 1993)

## Pittrici(1)
- Tat'jana Mavrina, pittrice e illustratrice sovietica (Nižnij Novgorod, n. 1902 - Mosca, † 1996)

## Politiche(3)
- Tat'jana Golikova, politica e economista russa (Mytišči, n. 1966)
- Tat'jana Jumaševa, politica e imprenditrice russa (Sverdlovsk, n. 1960)
- Tat'jana Turanskaja, politica moldava (Odessa, n. 1972)

## Principesse(1)
- Tat'jana Konstantinovna Romanova, principessa russa (San Pietroburgo, n. 1890 - Gerusalemme, † 1979)

## Registe(2)
- Tat'jana Lioznova, regista sovietica (Mosca, n. 1924 - Mosca, † 2011)
- Tat'jana Nikolaevna Lukaševič, regista cinematografica sovietica (Dnipro, n. 1905 - Mosca, † 1972)

## Registi(1)
- Tat'jana Borisovna Berezanceva, regista cinematografico sovietica (Mosca, n. 1912 - † 1995)

## Scacchiste(2)
- Tat'jana Anatol'evna Kosinceva, scacchista russa (Arcangelo, n. 1986)
- Tat'jana Zatulovskaja, scacchista israeliana (Baku, n. 1935 - † 2017)

## Schermitrici(8)
- Tat'jana Andrjušina, schermitrice russa (Voskresensk, n. 1990)
- Tat'jana Djačenko, schermitrice azera (n. 1979)
- Tat'jana Fachrutdinova, ex schermitrice russa (n. 1969)
- Tat'jana Ljubeckaja, ex schermitrice sovietica (Mosca, n. 1941)
- Tat'jana Logunova, schermitrice russa (Mosca, n. 1980)
- Tat'jana Napalkova, ex schermitrice sovietica (n. 1965)
- Tat'jana Petrenko-Samusenko, schermitrice sovietica (Minsk, n. 1938 - Minsk, † 2000)
- Tat'jana Sadovskaja, ex schermitrice sovietica (n. 1966)

## Sciatrici alpine(1)
- Tat'jana Lebedeva, ex sciatrice alpina russa (Kiev, n. 1973)

## Scrittrici(2)
- Tanja Savičeva, scrittrice sovietica (Dvorišči, n. 1930 - Šatki, † 1944)
- Tat'jana Nikitična Tolstaja, scrittrice e personaggio televisivo russa (Leningrado, n. 1951)

## Slittiniste(1)
- Tat'jana Ivanova, slittinista russa (Čusovoj, n. 1991)

## Sollevatrici(1)
- Tat'jana Kaširina, sollevatrice russa (Noginsk, n. 1991)

## Soprani(1)
- Tat'jana Šlykova, soprano, ballerina e attrice teatrale russa (Moscova, n. 1773 - San Pietroburgo, † 1863)

## Taekwondoka(1)
- Tat'jana Minina, taekwondoka russa (Čeljabinsk, n. 1997)

## Tenniste(2)
- Tat'jana Panova, ex tennista russa (Mosca, n. 1976)
- Tat'jana Prozorova, tennista russa (Russia, n. 2003)

## Tripliste(1)
- Tat'jana Lebedeva, triplista e lunghista russa (Sterlitamak, n. 1976)

## Velociste(5)
- Tat'jana Alekseeva, ex velocista russa (Novosibirsk, n. 1963)
- Tat'jana Čebykina, ex velocista russa (Ekaterinburg, n. 1968)
- Tat'jana Firova, ex velocista russa (Sarov, n. 1982)
- Tat'jana Proročenko, velocista sovietica (Berdjans'k, n. 1952 - Kiev, † 2000)
- Tat'jana Veškurova, velocista russa (Perm', n. 1981)

## Senza attività specificata(2)
- Tat'jana Černeckaja, ex pentatleta sovietica (Mosca, n. 1964)
- Tat'jana Goldobina, ex tiratrice a segno russa (n. 1975)